# Carsac-Aillac
 Carsac-Aillac  (en occitano Carsac e Alhac) es una población y comuna francesa, situada en la región de Aquitania, departamento de Dordoña, en el distrito de Sarlat-la-Canéda y cantón de Carlux.

## Demografía
| 795 | 770 | 782 | 950 | 1219 | 1217 |
| Para los censos de 1962 a 1999 la población legal corresponde a la población sin duplicidades (Fuente: INSEE [Consultar]) |     |     |     |      |      |